# Československý armádní film
Československý armádní film (také Československé armádní filmové studio, ČAF, Studio ČAF nebo ČSAF) bylo filmové studio zřízené Československou armádou v roce 1951 a zrušené v roce 1999. Výrobní filmová společnost měla na starosti především výrobu dokumentárních, zpravodajských, instruktážních a výukových filmů, okrajově také filmů hraných.

## Historie
Významným impulzem vzniku instituce byla činnost tzv. filmové skupiny při Ministerstvu národní obrany, která vznikla v roce 1929 a kterou vedl propagátor kinematografie a fotografie Jiří Jeníček. Vznik instituce inspirovala částečně také historická spolupráce ozbrojených složek a filmových tvůrců, jako byl například Frank Capra (protiválečný film Proč jsme bojovali). V roce 1945 byla filmová skupina transformována, nicméně byla vyjmuta z Benešova dekretu o znárodnění kinematografie. Od počátku vzniku studia se výroba zaměřila jak na dokumentární, osvětové a vzdělávací filmy, tak na filmy hrané. Historii armádního filmu lze rozdělit do několika období, které představují různé tendence ve výrobní praxi, zaměření námětů, dramaturgii i personálním složení tvůrčích štábů.

### 1951–1962
ČSAF vzniklo jako součást Československé lidové armády a jeho zřizovatelem a řídicím orgánem byla Hlavní politická správa (HPS). Hlavním iniciátorem vzniku byl v roce 1950 dosazený ministr národní obrany Alexej Čepička. Studio se již od počátku věnovalo tvorbě dokumentárních, instruktážních a osvětových filmů, ale také filmům hraným. Tvorba v tomto období byla plně poplatná doktríně marxismu-leninismu, po roce 1956 se projevovalo uvolnění způsobené odmítnutím kultu osobnosti a postupným táním. V 50. letech vznikly tři významné hrané filmy, výroba hraných filmů byla následně ukončena v roce 1956, skupina hraného filmu pak byla přesunuta (pod tvůrčí skupinou Kubala–Novotný) do složek Československého státního filmu. V letech 1956–1962 docházelo k postupnému uvolňování, kdy vznikaly dokumentární náměty a díla s uměleckými kvalitami. V té době začala natáčet filmy silná generace studentů či absolventů FAMU, kteří do ČSAF přišli naplnit svou vojenskou službu (Vojtěch Jasný, Karel Kachyňa, František Vláčil, Ladislav Helge, Stanislav Barabáš, Ivo Toman, Zbyněk Brynych).

### 1963–1969
V tomto období byl ČSAF plnohodnotnou součástí uvolněné tvůrčí činnosti československé kinematografie, která se odrážela nejen v angažování tvůrců tzv. československé nové vlny nebo v produkci významných děl (Konec srpna v hotelu Ozon, Ať žije republika – v koprodukci s Filmovým studiem Barrandov), ale také v rozšíření výroby dokumentárních filmů v podobě filmových esejů, publicistických formátů nebo právě hraných filmů. Tvůrci měnili poetický přístup, místo objektivizujícího komentáře vytvářeli komentáře spíše subjektivní, poetické, lyrické.

### 1970–1989
Následující etapa kopírovala období normalizace v československé společnosti, která měla výrazný vliv jak na proměnu struktury tvorby ČSAF, tak na kvalitativní propad natáčených snímků. Znovu se zvýšil podíl snímků instruktážních, propagandistických nebo osvětových, výrazně se zvýšil podíl snímků zakázkových. Řada tvůrců 60. let byla na základě čistek ze studia odejita (Karel Vachek, Václav Hapl), mnozí museli uzpůsobit své náměty a scénáře cenzurním orgánům.

### 1990–1999
V roce 1990 došlo k transformaci Československého armádního filmu, následně byl v roce 1993 přejmenován na Český armádní film, p. o. V roce 1994 vláda rozhodla o jeho privatizaci. K tvorbě se po roce 1990 vrátili někteří tvůrci, kterým byla tvorba zakázána (Viliam Poltikovič, Vladimír Drha). Velká část zaměstnanců ze studia odešla vzhledem k problémům s financemi (ze 120 zaměstnanců jich zůstalo v polovině 90. let jen 5). V roce 1999 bylo rozhodnuto o začlenění zbývajících zaměstnanců do Agentury vojenských informací a služeb (AVIS) a zrušení studia.

## Produkce
ČSAF byla v období socialismu jedním z nejvýznamnějších producentů filmů (především dokumentárních a zpravodajských snímků) v Československu. Jeho cílem bylo především natáčet „účelové filmy pro vnitřní a vnější potřebu armády.“ V prvních letech však také měl ČSAF plnit plán ve výrobě hraných filmů z vojenského prostředí. V roce 1954 vznikl komorní snímek Dnes večer všechno skončí (Karel Kachyňa, Vojtěch Jasný), o rok později to byl snímek Tanková brigáda (1955, Ivo Toman) nebo Skleněná oblaka (1957) Františka Vláčila. 60. léta probíhala ve znamení rozvolněné struktury námětů i filmů, vznikaly především umělecké dokumenty, filmové eseje nebo instruktážní filmy s přesahem (např. snímek o experimentech s LSD Člověk neumírá žízní nebo tryzna za Jana Palacha Les).

## Osobnosti
V 50. a 60. letech 20. století pracovali v Československém armádním filmu významné osobnosti československé kinematografie, jako například Karel Vachek, Vojtěch Jasný, Karel Kachyňa nebo František Vláčil. Ten zde natočil v letech 1951–1958 třicet dokumentárních a instruktážních filmů. Práce v útvaru armádního filmu byla součástí výkonu základní vojenské služby. Pro mnohé tvůrce narozené v polovině 20. let byla tvorba ideologických filmů projevem jejich vlastního přesvědčení a důvěry v nové, spravedlivější zřízení společnosti. Převážná většina osobností 70.–90. let nebyla širší veřejnosti známa, přesto tvořily jejich převážně krátké filmy významnou část tvorby studia. Výraznější osobnosti z FAMU se opět dostávali ke spolupráci až koncem 80. let v období perestrojky (Vladimír Drha, Viliam Poltikovič, Fero Fenič).

## Výběrová filmografie
- 1951 – Slyší tě nepřítel (r. Zbyněk Brynych)
- 1952 – Neprojdou (r. Zbyněk Brynych, Roman Hlaváč)
- 1953 – Rozloučení s Klementem Gottwaldem (r. Ivo Toman)
- 1953 – Lidé jednoho srdce (r. Karel Kachyňa, Vojtěch Jasný)
- 1954 – Dnes večer všechno skončí (r. Karel Kachyňa, Vojtěch Jasný)
- 1955 – Tanková brigáda (r. Ivo Toman)
- 1956 – Dopis z fronty (r. František Vláčil)
- 1956 – Křivé zdrcadlo (r. Karel Kachyňa)
- 1958 – Skleněná oblaka (r. František Vláčil)
- 1961 – Svědectví I., Svědectví II. (r. Pavel Háša)
- 1963 – Malá zimní hudba (r. Milan Růžička)
- 1966 – Konec srpna v hotelu Ozon (r. Jan Schmidt)
- 1967 – Nešel tudy bratr Žižka? (r. Rudolf Adler)
- 1968 – Metrum (r. Ivan Balaďa)
- 1969 – Les (r. Ivan Balaďa)
- 1969 – Farbotlač (r. Vladimír Drha)
- 1969 – Potomci (r. Tomáš Škrdlant, Angelika Hanauerová)
- 1969 – Děvět kapitol ze starého dějepisu (r. Pavel Háša)
- 1970 – Člověk neumírá žízní (r. Václav Hapl)
- 1970 – Most (r. Tomáš Škrdlant)
- 1972 – Štít-72
- 1973 – Ozbrojená pěst dělnické třídy (r. Miroslav Burger)
- 1977 – Odkaz boje (r. Josef Harvan)
- 1980 – Žoldnéři (r. Karel Forst)
- 1984 – Štít-84
- 1984 – Dva roky pro celý život (r. Viliam Poltikovič)
- 1988 – Samostatná rota (r. Viliam Poltikovič)
- 1990 – Věrnost není přežitek (r. Vladimír Drha)
- 1997 – Poslední dny války v srdci Evropy (r. Tibor Podhorec)